# Belvédère-Campomoro
Belvédère-Campomoro (Belvidè Campumoru) est une commune française située dans la circonscription départementale de la Corse-du-Sud et le territoire de la collectivité de Corse. Le village appartient à la microrégion du Sartenais-Valinco, au sud-ouest de l'île.

## Géographie

### Quartiers, hameaux, lieux-dits et écarts
Elle est composée :
- du village de Belvédère (Belvidè), cœur historique de la commune, dominant le golfe de Propriano du haut de ses 220 mètres d'altitude et faisant face à Tivolaggio
- de la marine de Campomoro (Campumoru), aujourd'hui le plus important lieu habité de la commune, blotti au fond de la baie du même nom au pied d'une tour génoise
- de la marine de Portigliolo (Purtiddolu), que Belvédère partage avec Tivolaggio, village rattaché depuis 1974 à Propriano.

## Urbanisme

### Typologie
Au 1er janvier 2024, Belvédère-Campomoro est catégorisée commune rurale à habitat très dispersé, selon la nouvelle grille communale de densité à sept niveaux définie par l'Insee en 2022.
Elle est située hors unité urbaine. Par ailleurs la commune fait partie de l'aire d'attraction de Propriano, dont elle est une commune de la couronne,. Cette aire, qui regroupe 13 communes, est catégorisée dans les aires de moins de 50 000 habitants,.
La commune, bordée par la mer Méditerranée, est également une commune littorale au sens de la loi du 3 janvier 1986, dite loi littoral. Des dispositions spécifiques d’urbanisme s’y appliquent dès lors afin de préserver les espaces naturels, les sites, les paysages et l’équilibre écologique du littoral, tel le principe d'inconstructibilité, en dehors des espaces urbanisés, sur la bande littorale des 100 mètres, ou plus si le plan local d’urbanisme le prévoit.

### Occupation des sols
L'occupation des sols de la commune, telle qu'elle ressort de la base de données européenne d’occupation biophysique des sols Corine Land Cover (CLC), est marquée par l'importance des forêts et milieux semi-naturels (96 % en 2018), en augmentation par rapport à 1990 (94 %). La répartition détaillée en 2018 est la suivante : 
milieux à végétation arbustive et/ou herbacée (77,3 %), espaces ouverts, sans ou avec peu de végétation (13,2 %), forêts (5,5 %), zones urbanisées (3,9 %), eaux maritimes (0,1 %). L'évolution de l’occupation des sols de la commune et de ses infrastructures peut être observée sur les différentes représentations cartographiques du territoire : la carte de Cassini (XVIIIe siècle), la carte d'état-major (1820-1866) et les cartes ou photos aériennes de l'IGN pour la période actuelle (1950 à aujourd'hui).

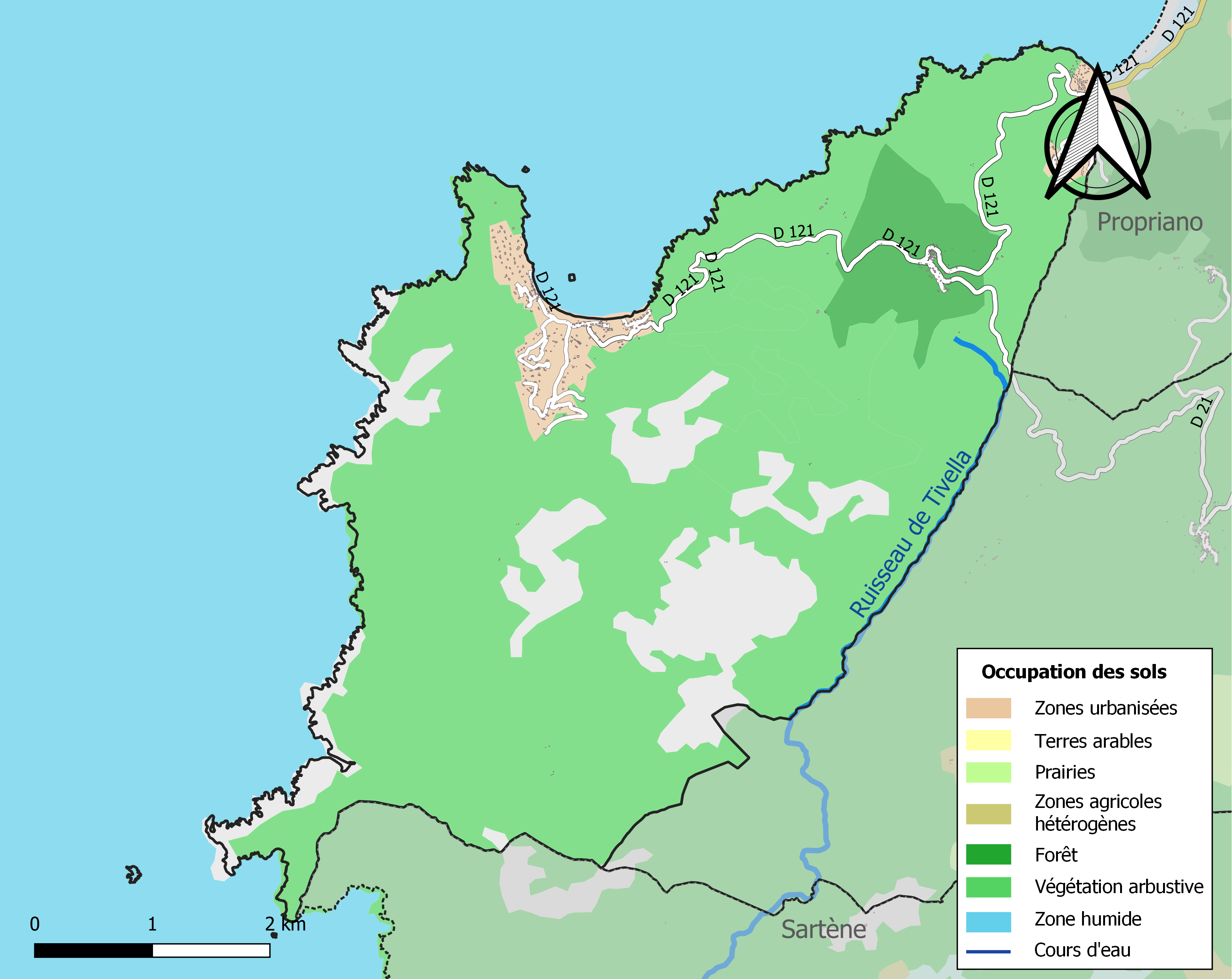
Carte des infrastructures et de l'occupation des sols de la commune en 2018 (CLC).

## Toponymie
La ville tire son nom de l’installation et de la présence des Maures ayant probablement établi un camp dans le lieu-dit de "Portu Elice" avant de déferler sur Sartène et ses environs. Elle fut donc surnommée par les habitants de la région Campu moru ou Campu nieddu, c'est-à-dire le Camp maure ou noir.

## Politique et administration
| Période                                  | Période | Identité                      | Étiquette | Qualité             |
| ---------------------------------------- | ------- | ----------------------------- | --------- | ------------------- |
| Les données manquantes sont à compléter. |         |                               |           |                     |
| 1854                                     | 1880    | Antoine-François Durazzo      |           |                     |
| 1880                                     | 1884    | Pierre Paul David Durazzo     |           |                     |
| 1884                                     | 1888    | Don Jacques Durazzo           |           |                     |
| 1888                                     | 1892    | Hector Durazzo                |           |                     |
| 1892                                     | 1930    | Don Jacques Durazzo           |           |                     |
| 1930                                     | 1944    | Antoine-Dominique Simonpietri |           |                     |
| 1944                                     | 1977    | Jules Secondi                 |           |                     |
| 1977                                     | 1990    | Paul Simonpietri              |           |                     |
| 1990                                     | 2010    | Antoine Marc Secondi          | PCF       |                     |
| 2010                                     | 2021    | Joseph Simonpietri            | SE        | Retraité            |
| 2021                                     | 2026    | Don Georges Simeoni           | SE        | Chirurgien-dentiste |

## Démographie
L'évolution du nombre d'habitants est connue à travers les recensements de la population effectués dans la commune depuis 1806. Pour les communes de moins de 10 000 habitants, une enquête de recensement portant sur toute la population est réalisée tous les cinq ans, les populations de référence des années intermédiaires étant quant à elles estimées par interpolation ou extrapolation. Pour la commune, le premier recensement exhaustif entrant dans le cadre du nouveau dispositif a été réalisé en 2007.

En 2022, la commune comptait 195 habitants, en évolution de +18,9 % par rapport à 2016 (Corse-du-Sud : +7,61 %, France hors Mayotte : +2,11 %).
| 1806 | 1821 | 1831 | 1836 | 1841 | 1846 | 1851 | 1856 | 1861 |
| ---- | ---- | ---- | ---- | ---- | ---- | ---- | ---- | ---- |
| 93   | 119  | 125  | 106  | 115  | 131  | 142  | 337  | 340  |

| 1866 | 1872 | 1876 | 1881 | 1886 | 1891 | 1896 | 1901 | 1906 |
| ---- | ---- | ---- | ---- | ---- | ---- | ---- | ---- | ---- |
| 345  | 306  | 364  | 369  | 435  | 391  | 510  | 505  | 507  |

| 1911 | 1921 | 1926 | 1931 | 1936 | 1946 | 1954 | 1962 | 1968 |
| ---- | ---- | ---- | ---- | ---- | ---- | ---- | ---- | ---- |
| 515  | 512  | 549  | 548  | 553  | 493  | 213  | 118  | 90   |

| 1975 | 1982 | 1990 | 1999 | 2006 | 2007 | 2012 | 2017 | 2022 |
| ---- | ---- | ---- | ---- | ---- | ---- | ---- | ---- | ---- |
| 82   | 106  | 128  | 135  | 159  | 162  | 153  | 165  | 195  |

## Culture locale et patrimoine

### Lieux et monuments

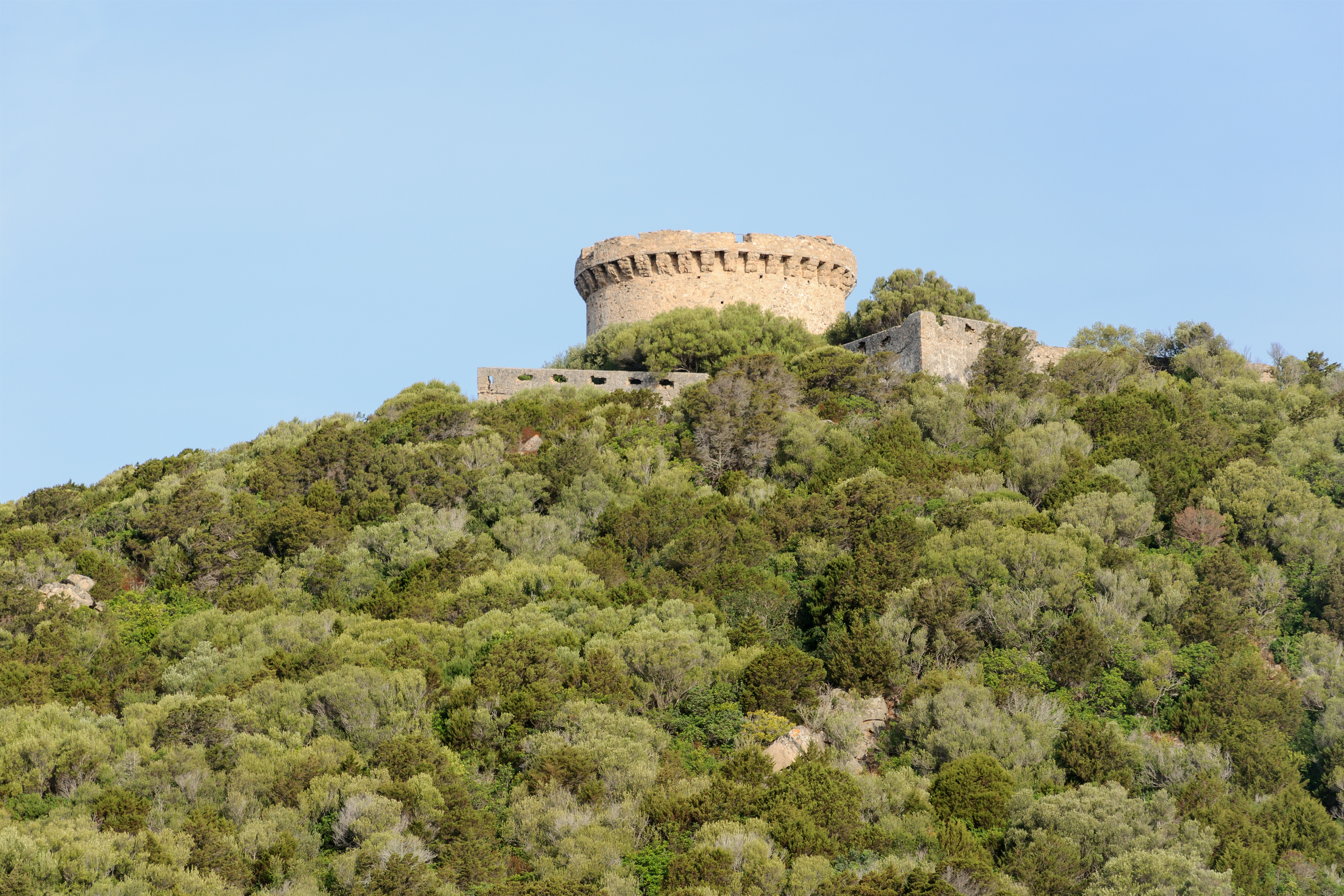
Tour génoise, accessible seulement à pied

- Église Saint-Antoine (Sant'Antonu) de Campomoro dédiée à Saint-Antoine de Padoue.
- Chapelle Saint-Laurent de Belvédère.
- Tour de Campomoro : (Plus grande tour de Corse et la seule bénéficiant d'une fortification en étoile). Sa construction, diligentée par Carlo Spinola à la suite d'un raid barbaresque sur la ville de Sartène, s'est achevée en 1586. La tour de Campomoro est inscrite au titre des monuments historiques depuis 1992[12], elle a été cédée en 1986 au Conservatoire du littoral par la famille Lorenzi de Bradi.
- Le grand site de Campomoro-Senetosa constitue un vaste espace inhabité de plus de 24 km de façade littorale où les acquisitions du Conservatoire du littoral ne constituent qu'une partie d'un territoire naturel de plusieurs milliers d'hectares. Éloigné des grandes zones touristiques, le site est composé d'une succession de caps rocheux, de criques de sable fin ou de galets. Le maquis recouvre la majeure partie de ce paysage granitique.
- La maison Lorenzi de Bradi, anciennement maison des douanes, acquise par le beau-père de l'écrivain Michel Lorenzi de Bradi[13], Don Jacques Durazzo, qui fut maire de Campomoro.
- Le château Durazzo, construit au XIXe siècle par le capitaine Pierre-Paul Durazzo.
- A Tola, ensemble de deux sépultures mégalithiques ruinées.
- Le menhir de Capo-di-Luogo classé au titre des monuments historiques par la liste de 1862[14].

### Expressions locales
- Campumoru campu tristu tana di vulpi è numichi di Cristu; "Campomoro lieu triste, repaire de renards et d'ennemis du Christ".
- I Campumuresi pieni à stracci, i Bilvidiracci pieni à seta; "Les gens de Campomoro sont en guenilles, ceux de Belvedere sont dans la soie".

- Campumuresi peddi murzzosi "les campomorais on les pieds moussus" u murzu est une algue marine servant de vermifuge et abondante sur les rochers du littoral.

### Personnalités liées à la commune
- Lorenzi Michel dit De Bradi (1869 - 1945) : journaliste et écrivain sous le pseudonyme de Lorenzi de Bradi. Auteur de La vraie Colomba (1922), La vraie figure de Bonaparte en Corse (1926) et de Don Juan (1930) mais également de Les veillées corses et de La Corse inconnue, il a collaboré avec plusieurs journaux comme le Figaro ou le Gaulois.